# 이통하

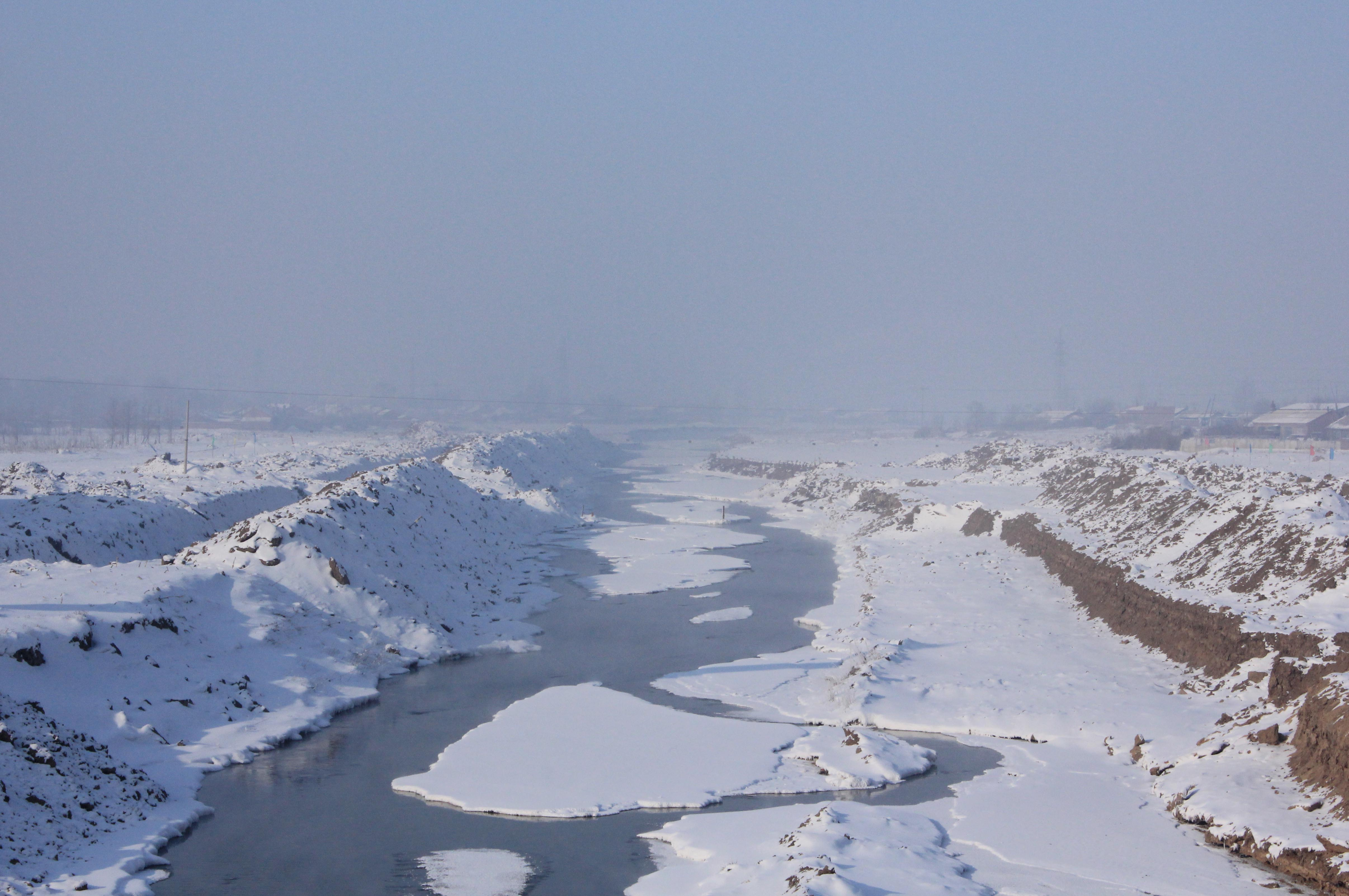
겨울의 이퉁강.

이통하(중국어: 伊通河)는 지린성의 강이다. 지린성의 성도인 창춘시의 젖줄이다.

## 일반
이퉁강은 이퉁 만족 자치현에서 발원하여 창춘시와 더후이시를 거쳐 북쪽으로 흐르다가 쑹화강의 지류 중 하나인 인마강으로 흘러들어간다. 길이는 342킬로미터이고 총 유역 면적은 8,440제곱킬로미터이다.
중국사의 남북조 시대에 부여국이 이퉁강을 따라 성을 쌓았다.